# یونس اسدی
یونس اسدی (زادهٔ ۱۳۴۲ در مشگین‌شهر) نمایندهٔ حوزهٔ انتخابیهٔ مشگین‌شهر در دورهٔ هشتم و دورهٔ نهم مجلس شورای اسلامی بوده‌است.

## جنجال پرورش ماهی
اسدی در دوره نمایندگی مجلس بخاطر منافع نزدیکان خود در پرورش ماهی در سد سبلان، در مقابل احداث تصفیه خانه سبلان و آب رسانی به حدود ۹۰ روستای بخش ارشق مشگین شهر مقاومت کردو زمینه ساز بی آبی در این منطقه شد.

## توفیق های مدیریتی
در دوره نمایندگی یونس اسدی در مجلس شورای اسلامی و با پیگیریهای مجدانه اسدی، پل معلق مشکین شهر به بهره برداری رسید